# اللوحات السوداء
اللوحات السوداء (بالإسبانية: Pinturas negras) هي تسمية أطلقت على 14 لوحة رسمها الرسام الأسباني فرانشيسكو جويا في السنوات الأخيرة من حياته (من 1819 - إلى 1823)، على جدران منزله الشهير باسم (بالإسبانية: Quinta del Sordo) «منزل الرجل الأصم». تعكس اللوحات نظرة جويا إلى البشرية وخوفه من الجنون.
يعتقد أن السبب في قيام جويا برسم تلك اللوحات هو إحساسه بالهلع والهيستيريا الناجم عن الصمم الذي أصيب به منذ أن كان في السادسة والأربعين من عمره، بالإضافة إلى الظروف السياسة المعاصرة له من الحروب النابوليونية والإضرابات الداخلية في المجتمع الأسباني التي تلت سقوط الحكومة في إسبانيا.
استخدم جويا الألوان الزيتية لرسم اللوحات على جدران غرفتي الطعام والجلوس في منزله، واحتوت الرسومات على مواضيع خيالية كئيبة. لم تكن اللوحات بتكليف من أحد، ومن المرجح أن جويا لم يكن ينوي عمل معرض خاص بلوحاته السوداء؛ وإنما رسمها جويا لنفسه. لم يطلق جويا أية أسماء على لوحاته السوداء؛ لذلك تمت تسمية مجموعة اللوحات بواسطة المؤرخين الفنيين.

## صور اللوحات

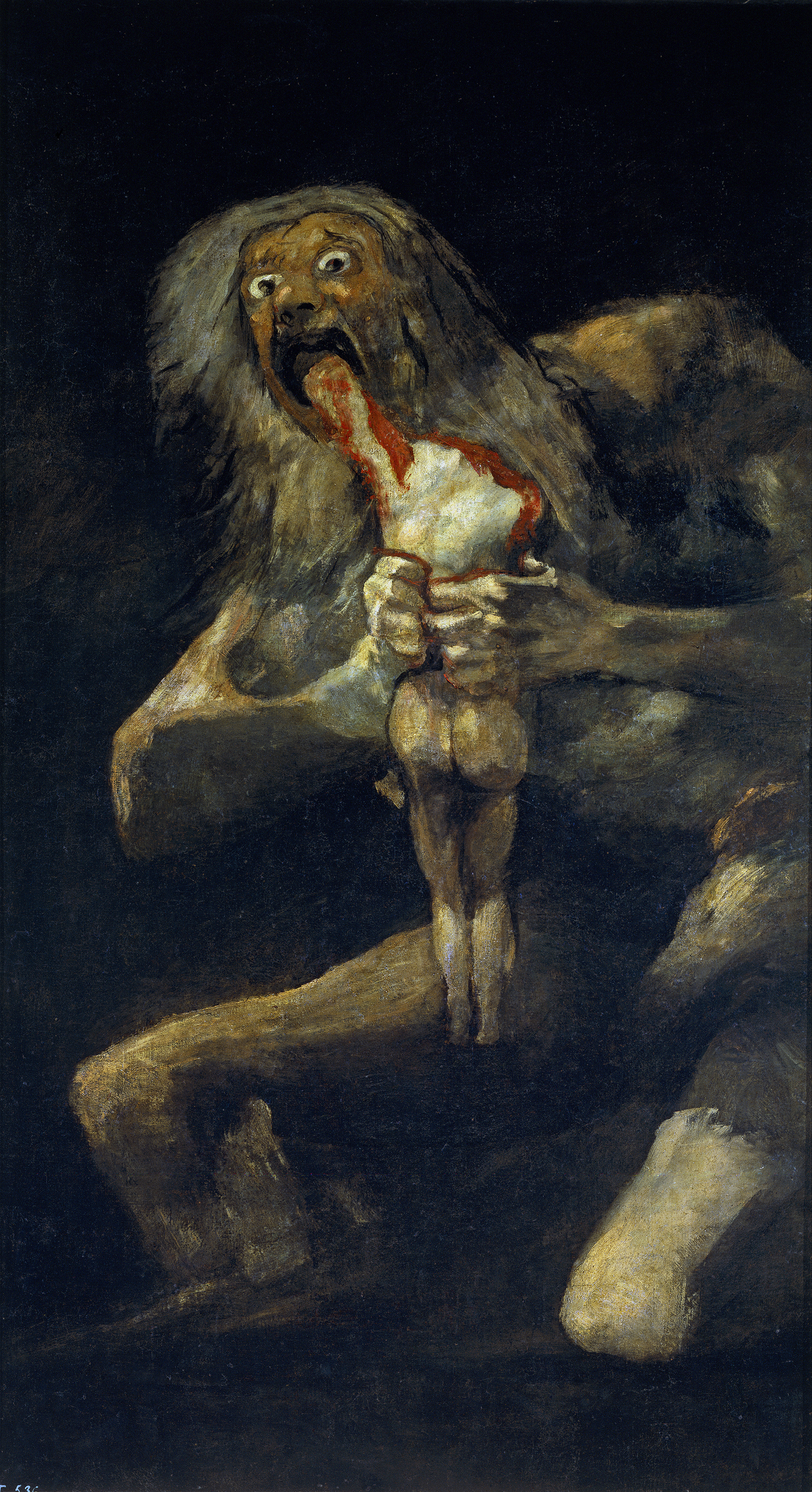
ساتورن يلتهم ابنه
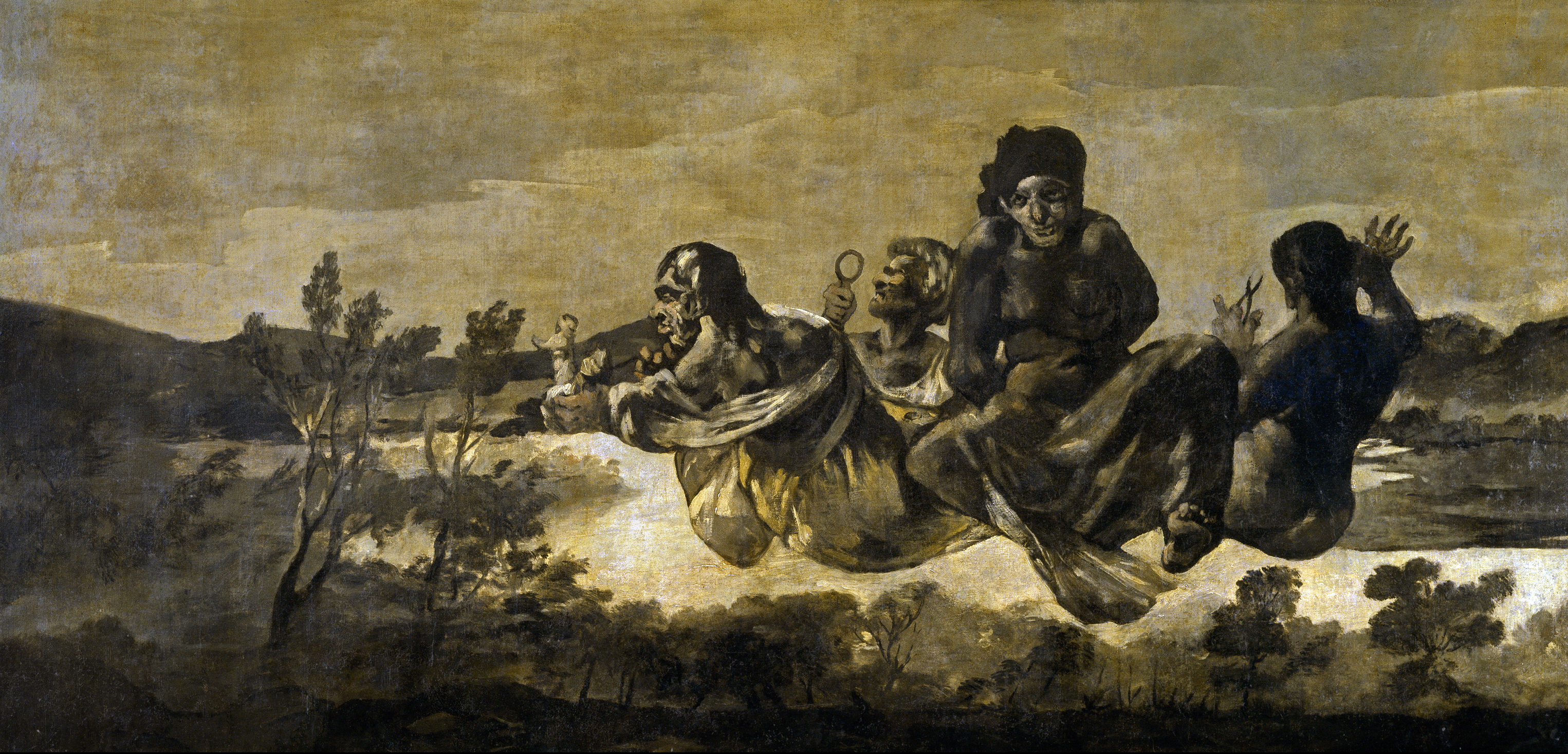
أتروبوس
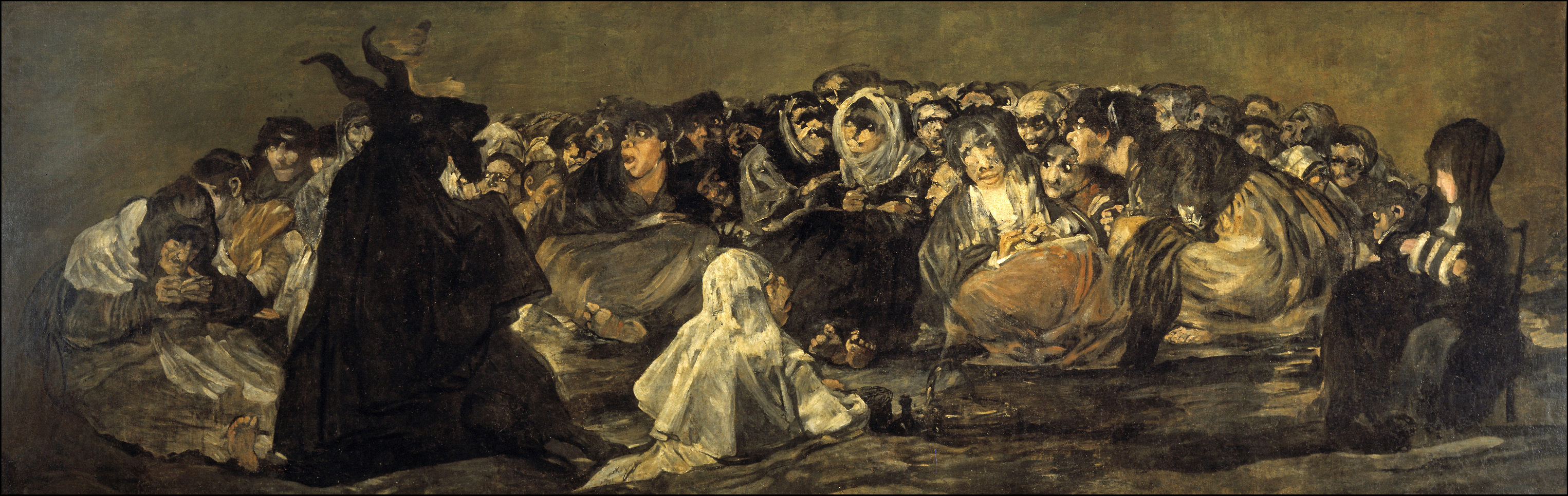
سبت الساحرات
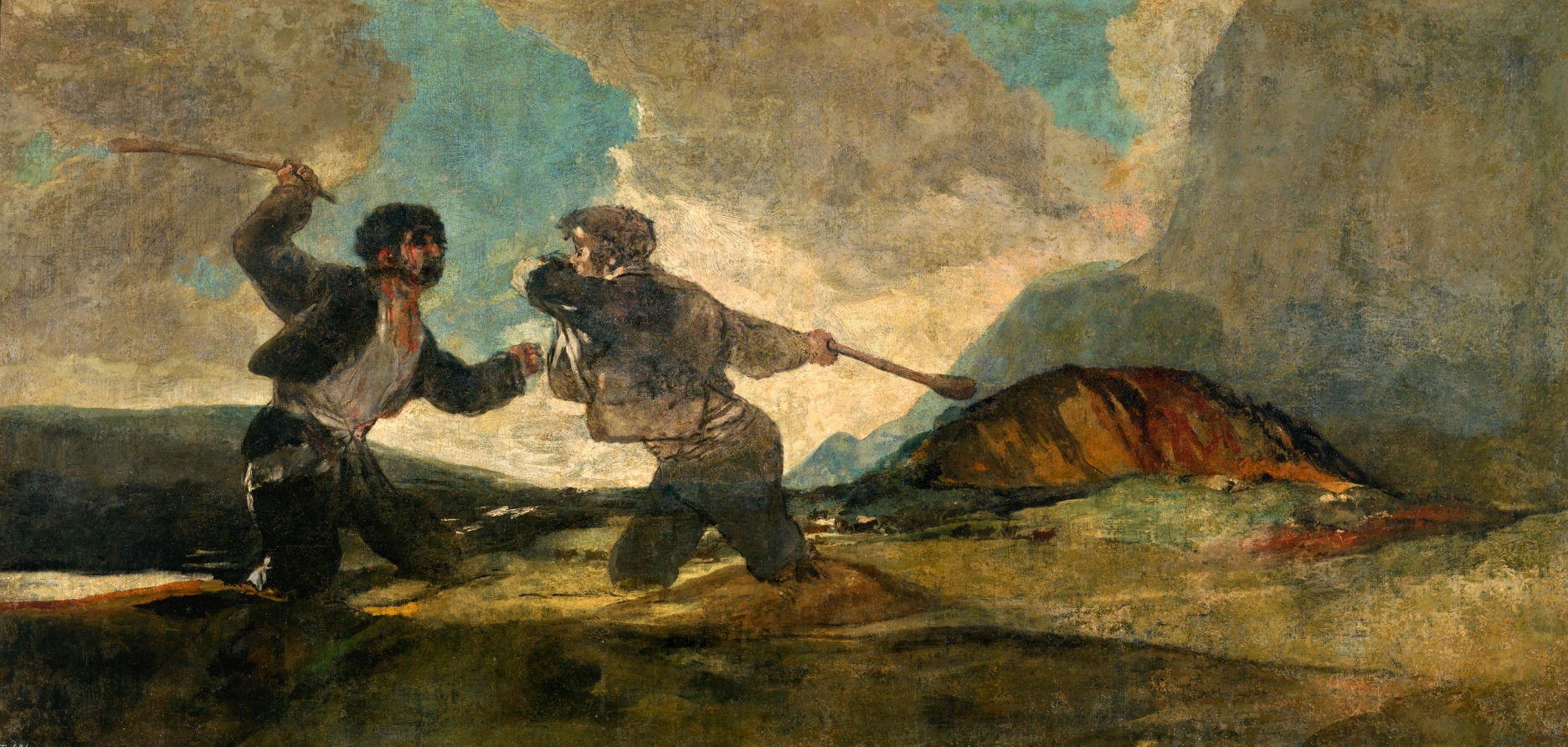
قتال بالهراوات
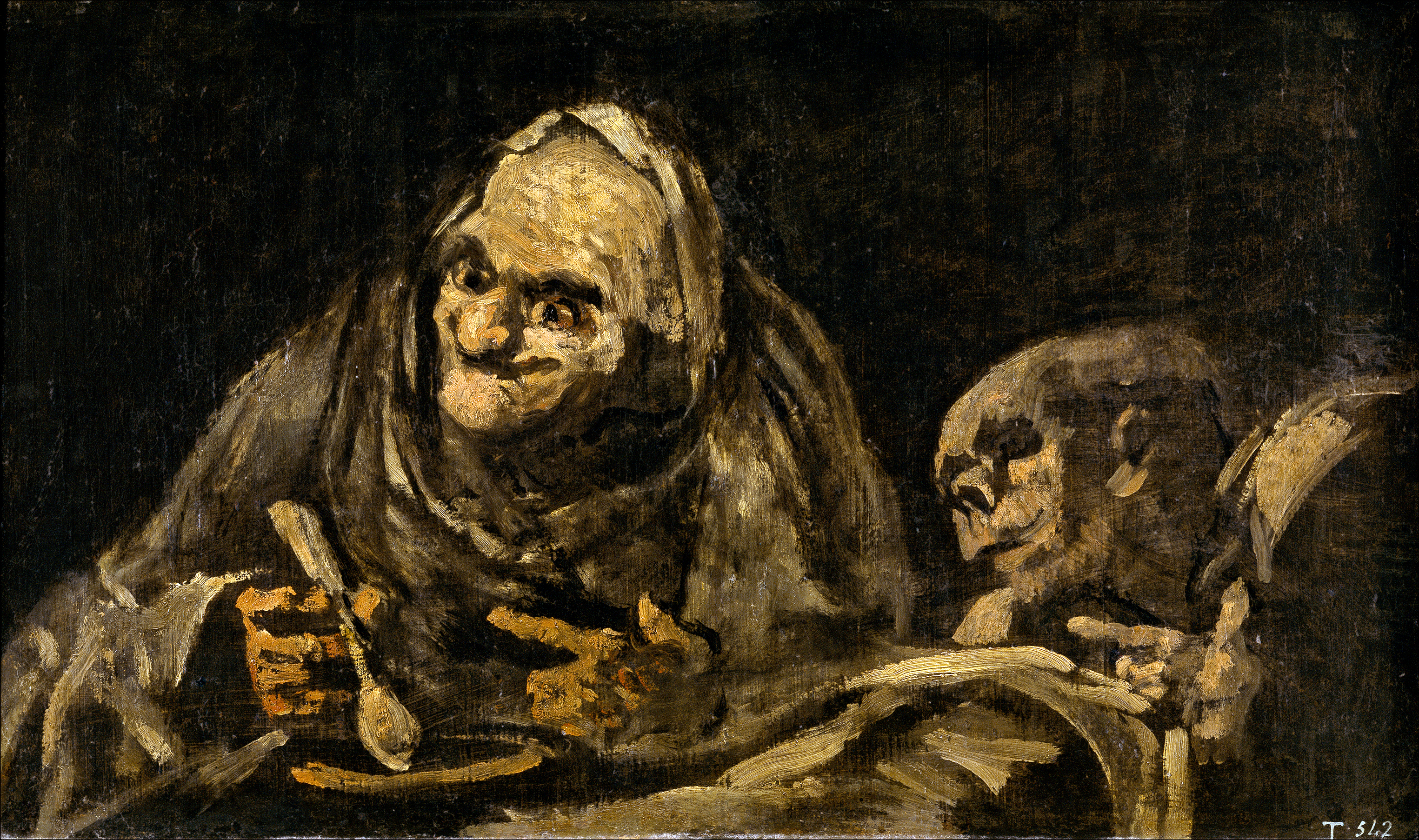
عجوزان يأكلان الحساء
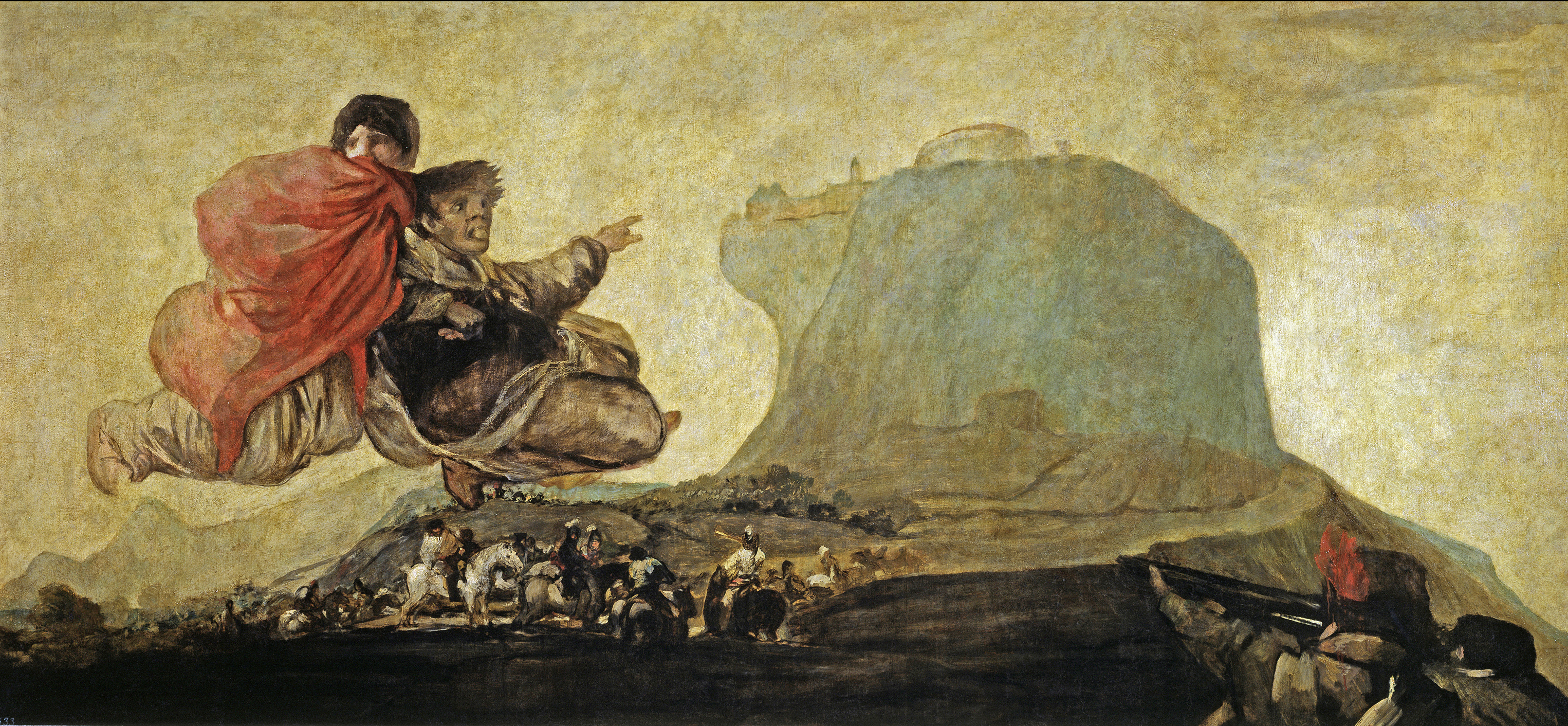
رؤية رائعة
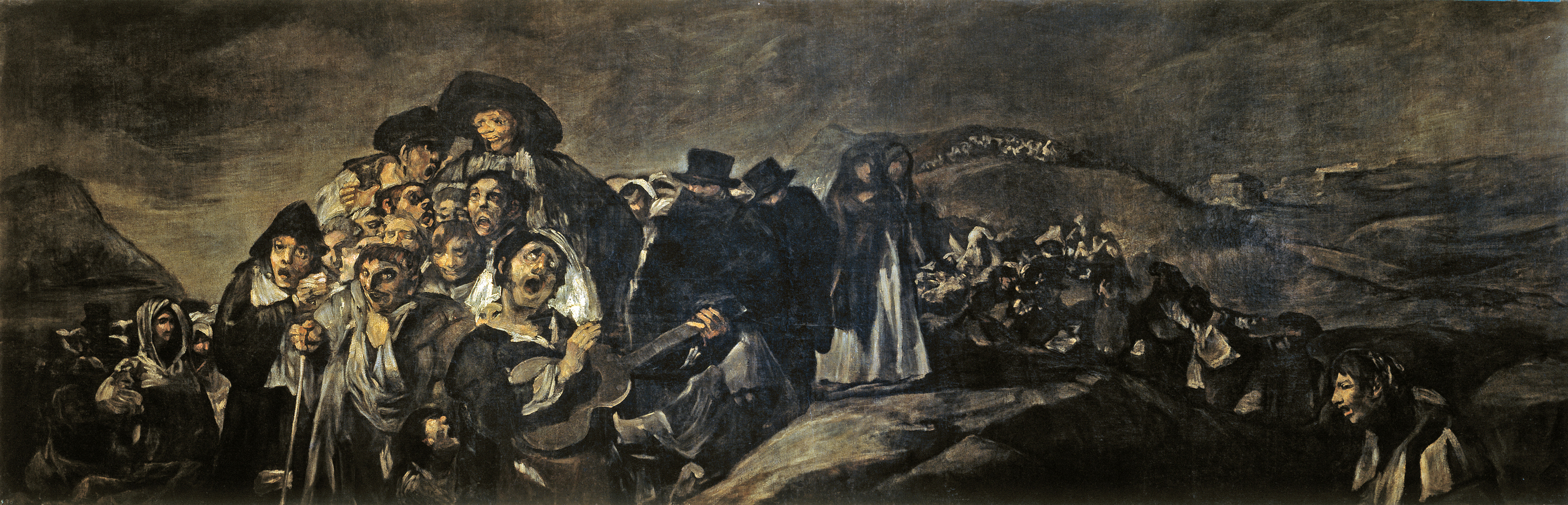
رحلة إلى سان إيسيدرو
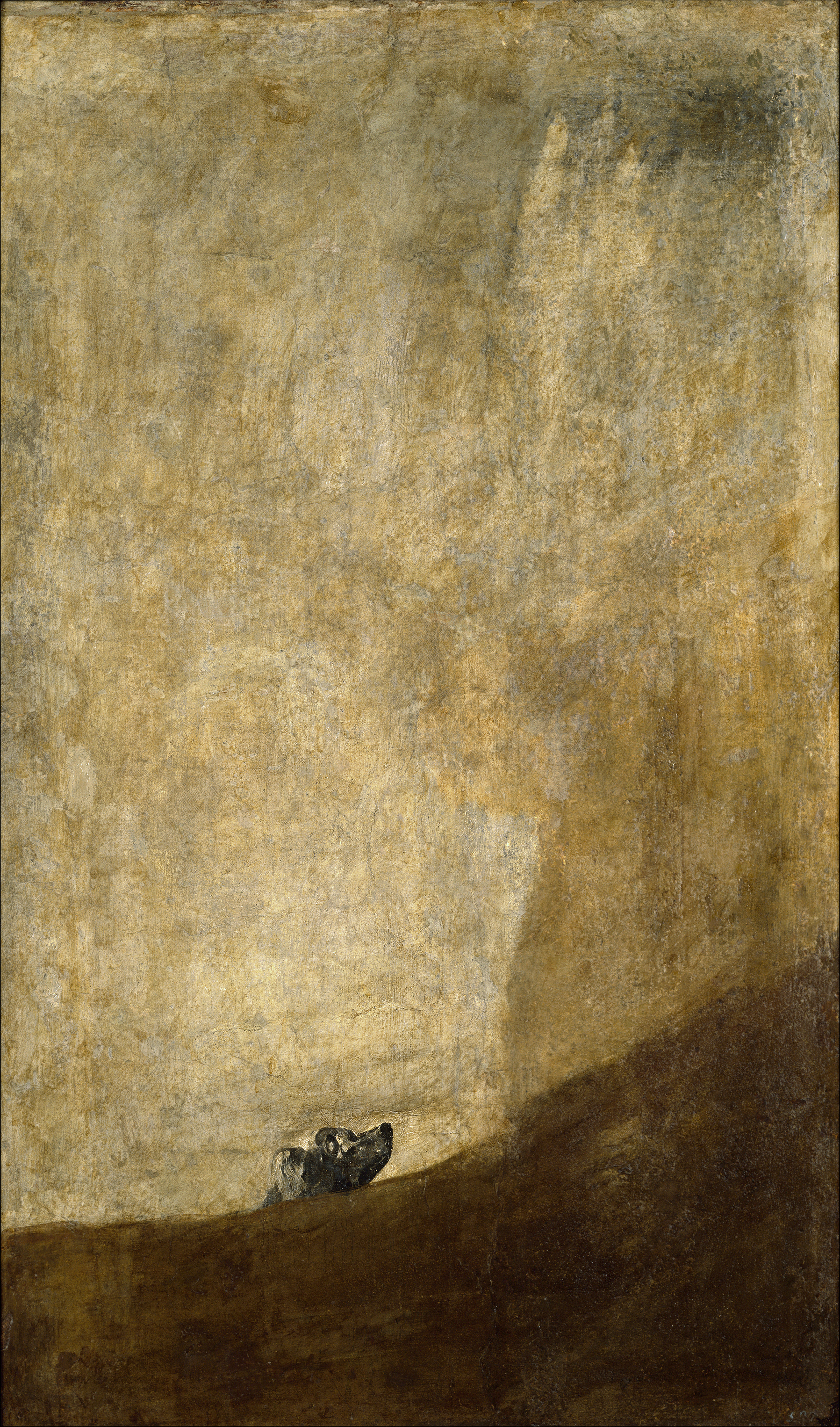
الكلب
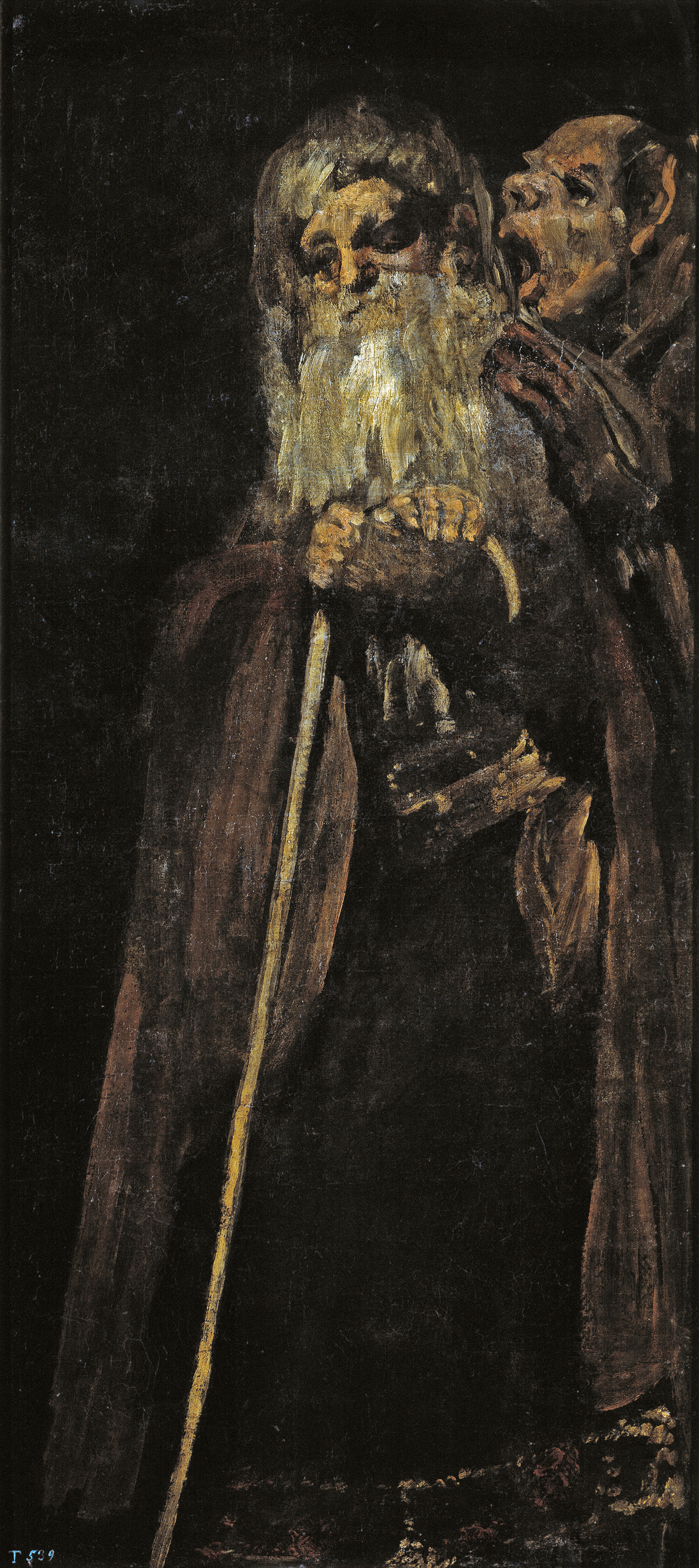
عجوزان
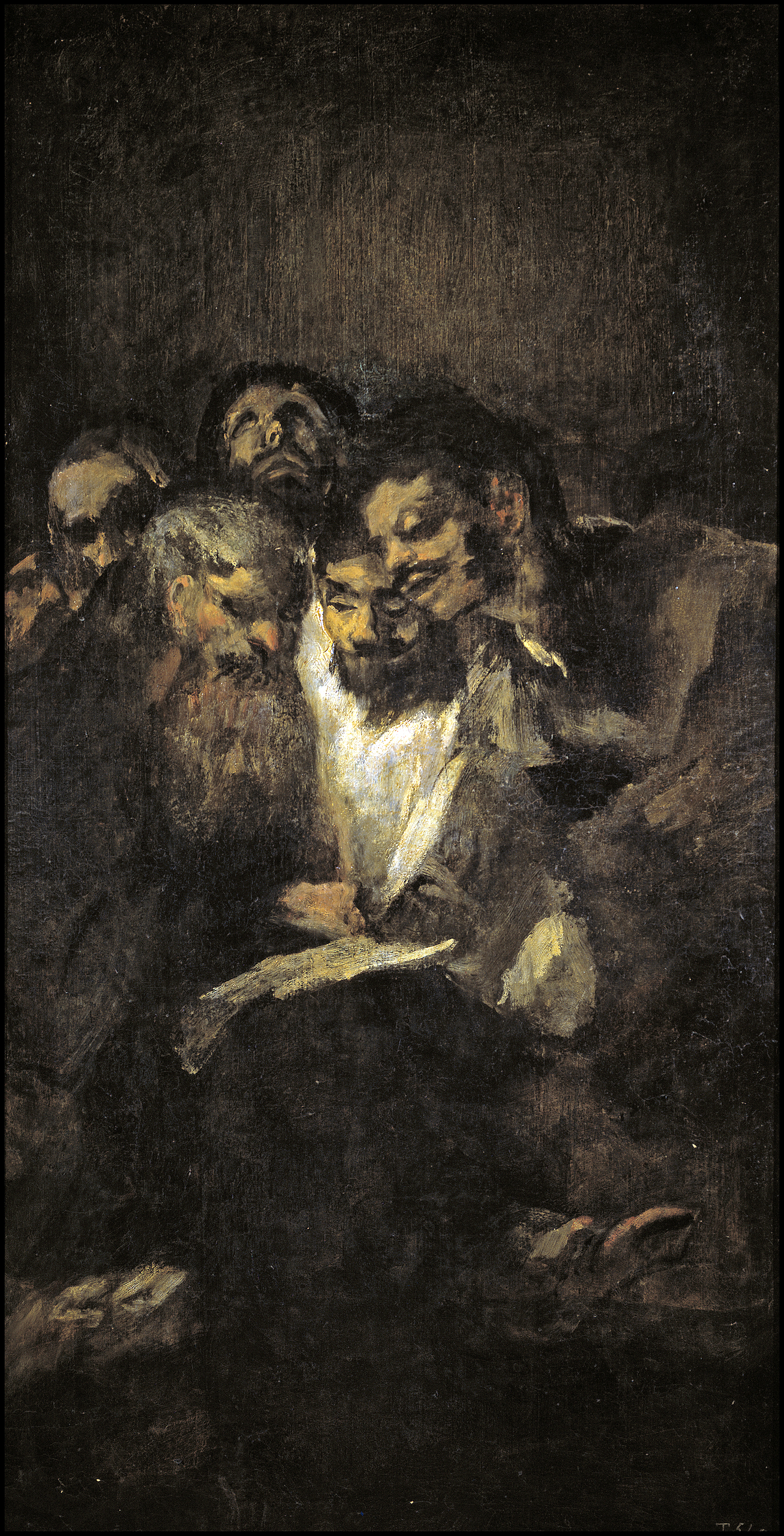
رجال يقرأون
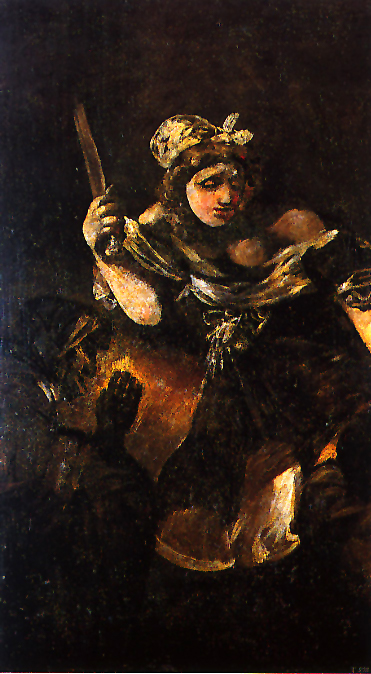
جوديث وهولوفيرنس
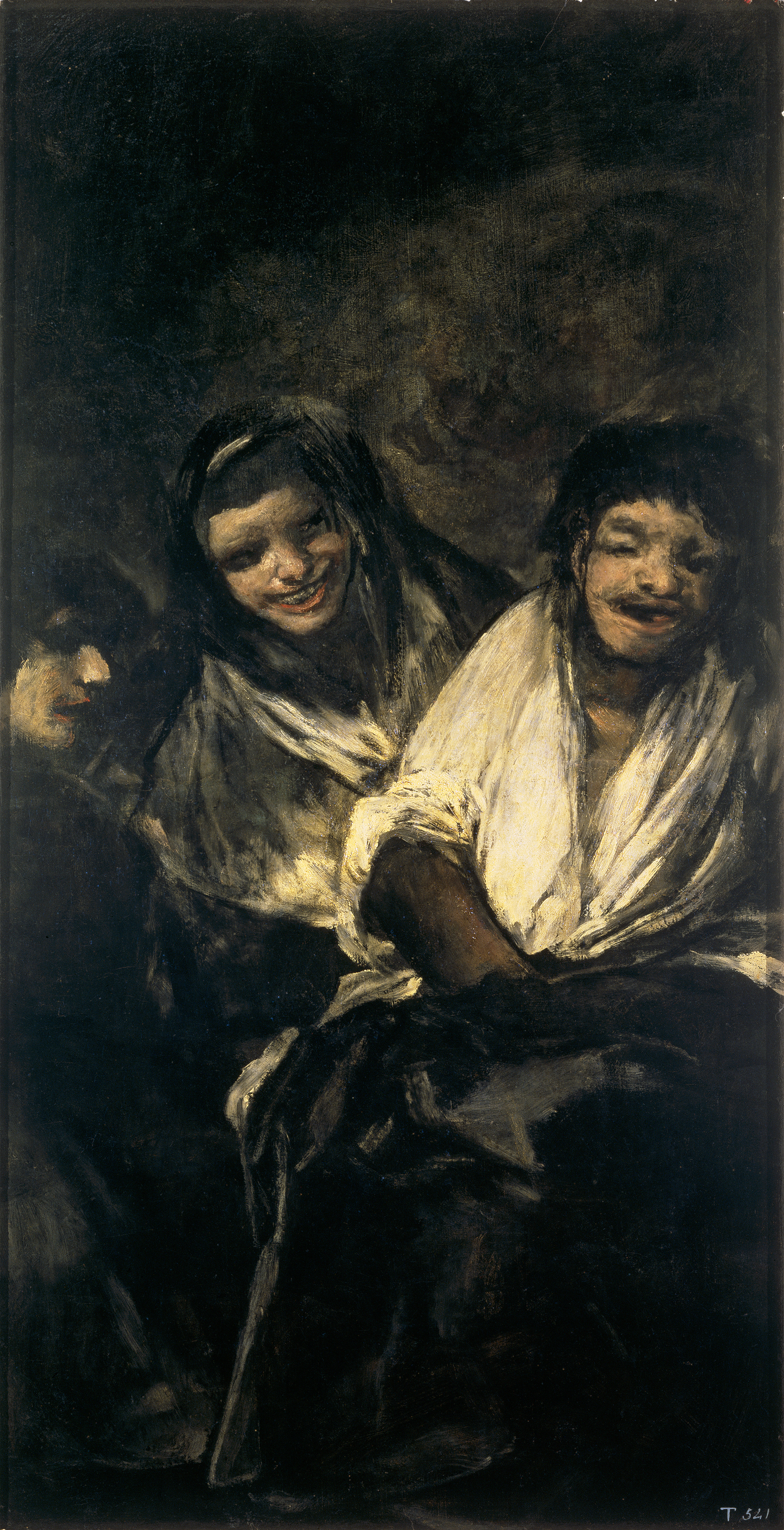
نساء يضحكن
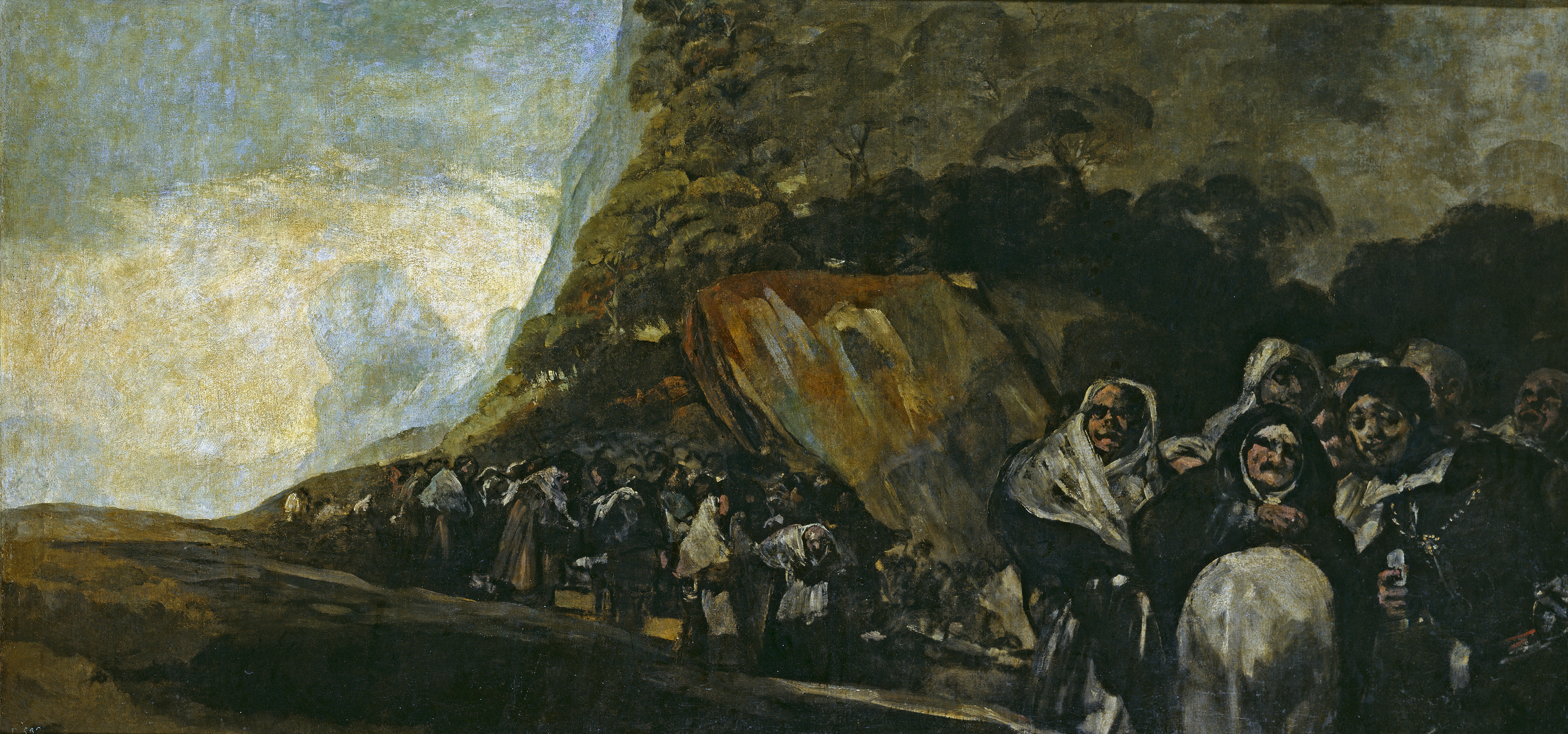
موكب المكتب المقدس
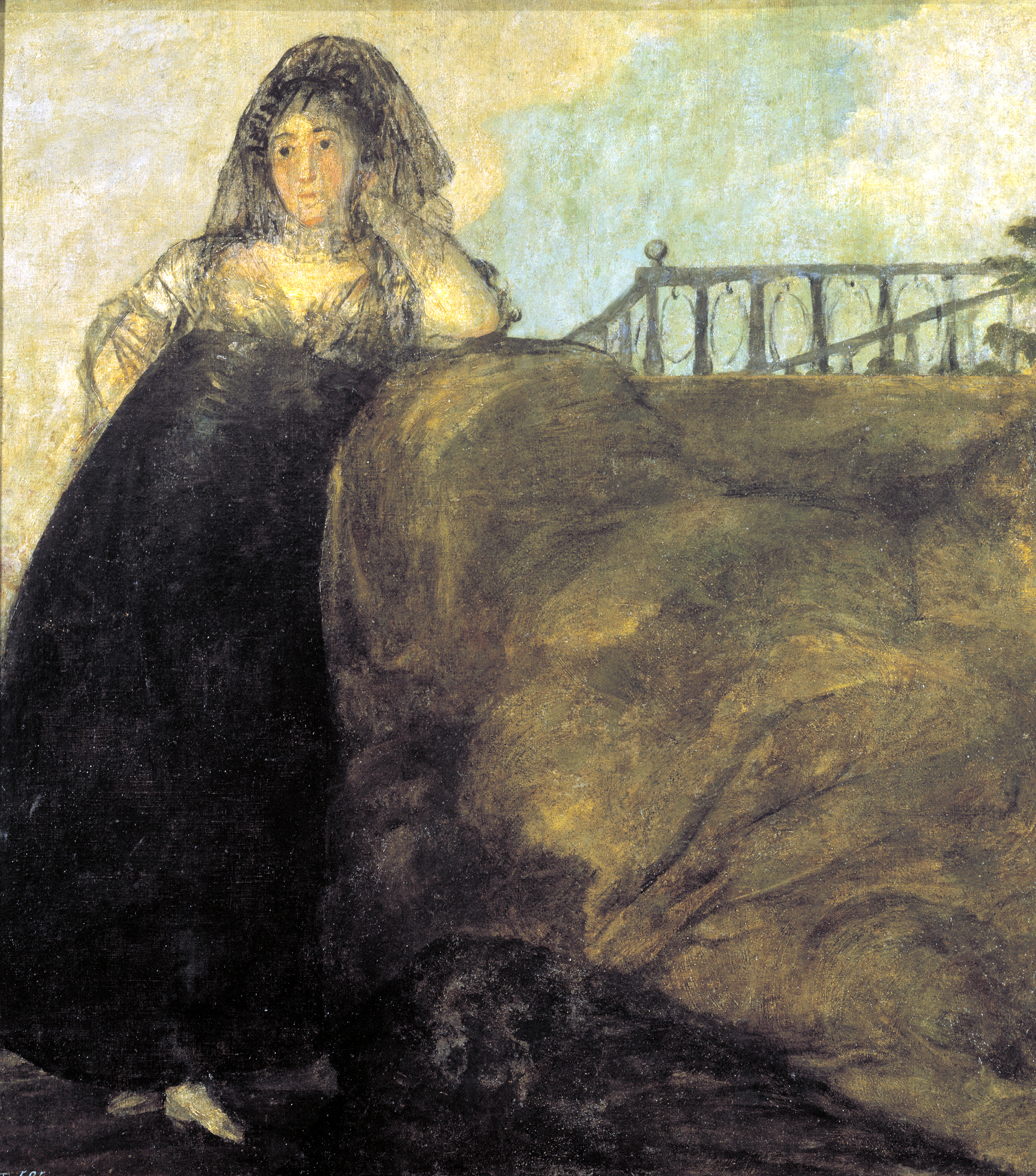
ليوكاديا